# Catedral de Santa María (Ciudadela)
La Santa Iglesia Catedral-Basílica de Santa María se encuentra en el centro y punto más alto de la ciudad española de Ciudadela, perteneciendo a la diócesis de Menorca. Se trata de un templo de estilo gótico y construido entre los siglos XIII y XIV por expresa orden de Alfonso III de Aragón tras la conquista de la isla a los musulmanes en 1287. Fue constituida catedral en 1795. La catedral recibió el título de basílica menor en 1953, concedido por Pío XII.

## Historia

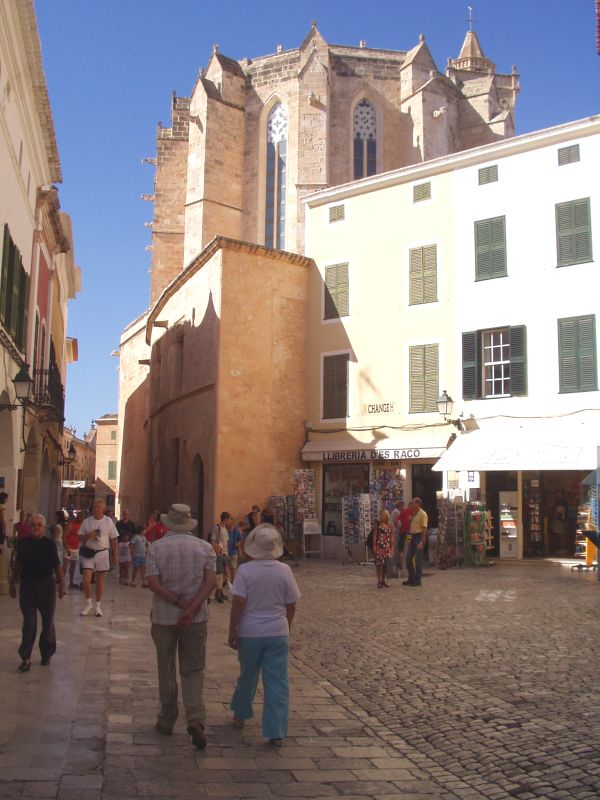
Ábside

En el año 1558 se produjo el asalto de los turcos que causó la destrucción del mobiliario litúrgico, debilitando las estructuras. Así, en el año 1626 se derrumbó una parte del edificio. 
A finales del siglo XVl se construyó la capilla del Santísimo que, actualmente, tiene un estilo neoclásico, ya que fue restaurada en el siglo XVlll, época en que la isla estuvo gobernada por los británicos y en menor medida, por los franceses. A finales del siglo XVll se construyó la capilla de las Almas, de estilo barroco, también fue restaurada.
La iglesia de Santa María de Ciudadela sufrió cambios importantes en el siglo XlX: la portada neoclásica de la fachada principal que escondía el antiguo portal gótico.
Durante la guerra civil, en 1936 la catedral fue saqueada y perdió todo el patrimonio mobiliario y documental. Después de la guerra se llevaron a cabo una serie de restauraciones y réplicas de reliquias religiosas por Jaume Bagur Arnau. Finalmente, en 1986, se inició un proceso de restauración interior y exterior que le ha devuelto a la catedral una forma que acentúa su espacio y la luz, gracias a sus grandes vidrieras, en el estilo gótico catalán de este edificio. Actualmente dispone de un órgano construido en el año 1993 por Gabriel Blancafort situado sobre el portal del reloj, así llamado órgano Blancafort.
La catedral fue construida sobre una antigua mezquita, hecho que se puede observar al contemplar los arcos del antiguo minarete en su campanario.
Aunque Alfonso III ordenó su construcción tan sólo 45 días después de la toma de la ciudad en 1287, no se comenzó a levantar hasta 1300, ya bajo reinado de Jaime II, y se terminó en 1362. Ha sufrido repetidos saqueos y reconstrucciones, entre ellos los de los turcos en el siglo XVII en el que quemaron el templo, o durante la guerra civil española cuando se destruyeron o esquilmaron todos sus ornamentos, cuadros y joyas.
La fachada es de estilo neoclásico y fue construida en 1813 por orden del obispo Juano.

## Capillas
Este edificio que caracteriza por las distintas capillas:
- capilla de San Antonio
- capilla del Carmen
- capilla de la Piedad
- capilla de la Penitencia
- capilla del Bautismo
- capilla de Santa Escolástica
- capilla de la Madre de Dios del Roser
- capilla de San José

La parte más destacada de la misma es la capilla barroca de les Ànimes (de las Ánimas) del siglo XVIII.